# Drassodes striatus
Drassodes striatus es una especie de araña araneomorfa del género Drassodes, familia Gnaphosidae. La especie fue descrita científicamente por L. Koch en 1866.
El prosoma de la hembra es color amarillo rojizo y mide 2,5 milímetros de longitud. La especie se distribuye por Croacia, Montenegro, Serbia, Rumania y Ucrania.